# فورست إنجلاند
فورست إنجلاند (بالإنجليزية: Forrest England)‏ هو مدير فني أمريكي، ولد في 29 أكتوبر 1912، وتوفي في 25 يونيو 2002 في توليدو في الولايات المتحدة.